# Indifferentism
Indifferentism kallas i romersk-katolska kyrkan det kätteri enligt vilket en religion inte kan anses som bättre än någon annan, utan fastmer att de olika religionerna kan anses som likvärdiga och parallella vägar till människans frälsning. Fördömdes 1832 av påven Gregorius XVI i bullan Mirari Vos.